# Ludwig Wüllner

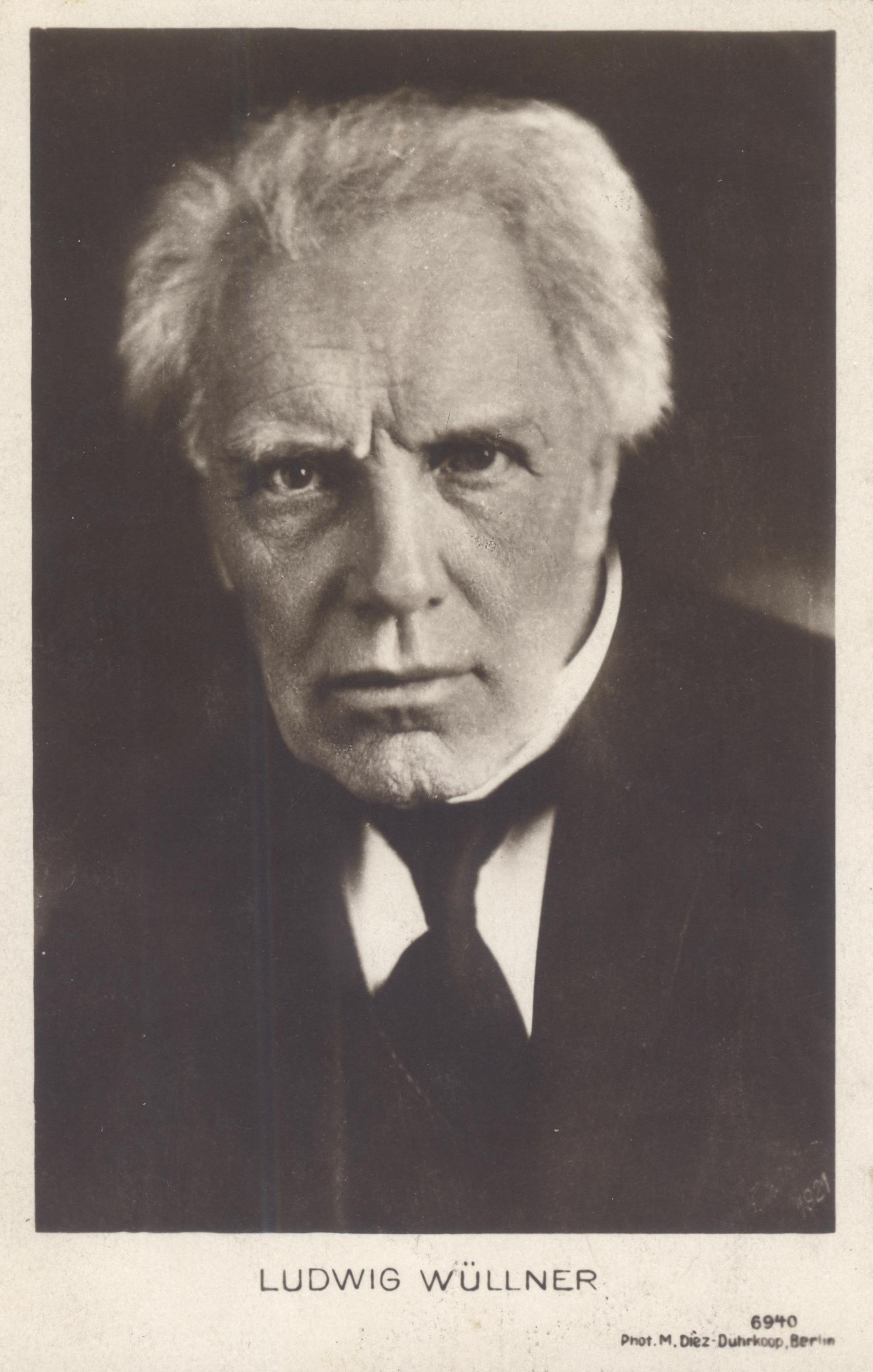
Ludwig Wüllner (1921)

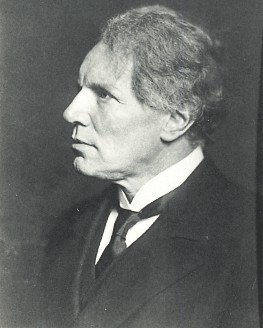
Ludwig Wüllner um 1910; Fotografie von Nicola Perscheid

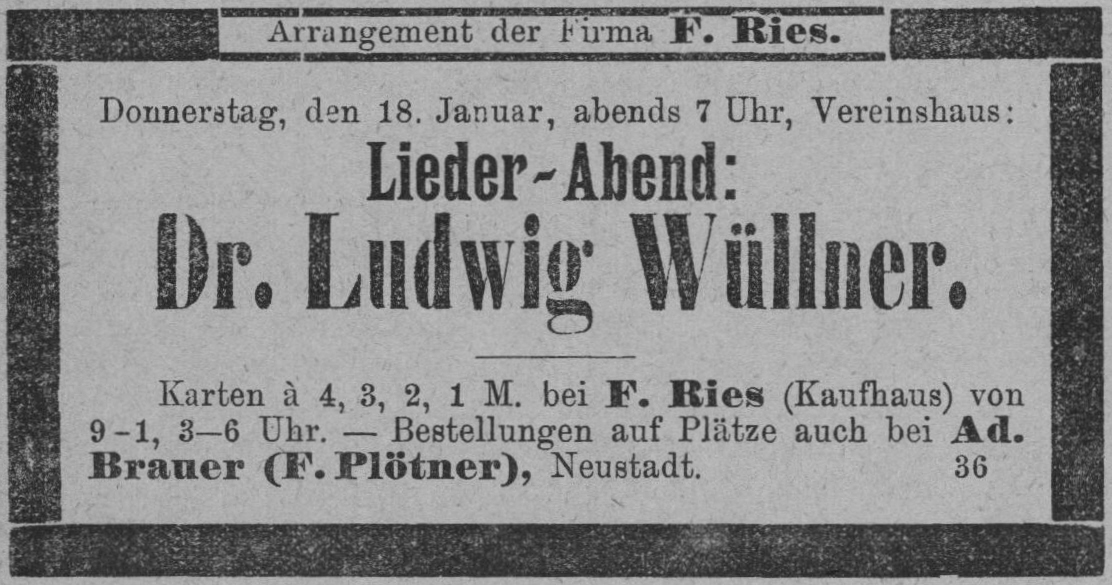
Zeitungsanzeige 1906

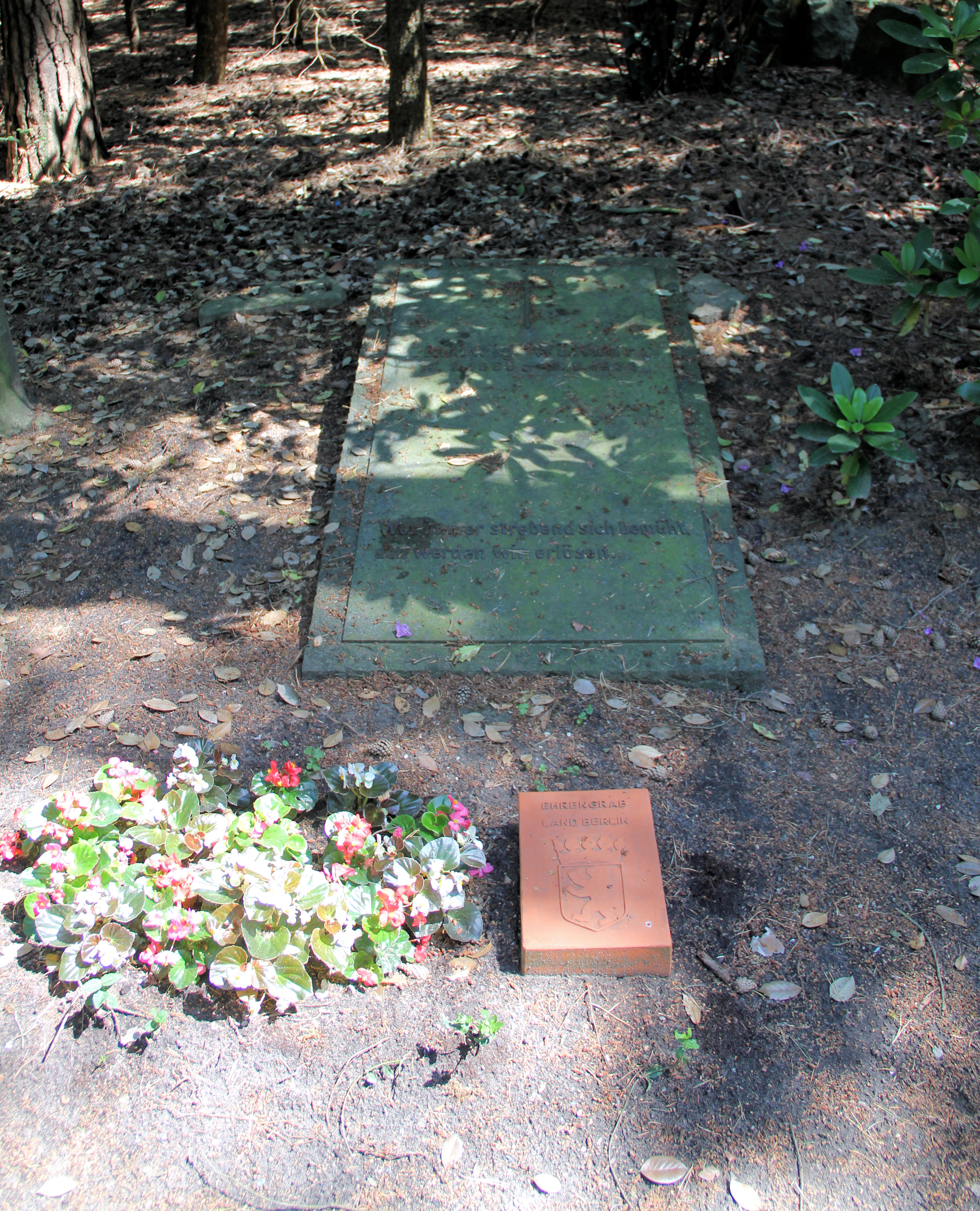
Ehrengrab, Thuner Platz 2–4, in Berlin-Lichterfelde

Ludwig Wüllner (* 19. August 1858 in Münster; † 19. März 1938 in Kiel) war ein deutscher Konzert- und Opernsänger (Tenor), Schauspieler sowie Rezitator.

## Leben
Ludwig Wüllner war der Sohn des Komponisten und Dirigenten Franz Wüllner (1832–1902) und Enkel des Philologen Franz Wüllner (1798–1842). Die Mutter war Anna, geborene Ludorff. Er war einer der vielseitigsten und bedeutendsten Bühnenkünstler seiner Zeit. Er lernte früh Klavier und Geige zu spielen und sang im Chor des Maximilian-Gymnasiums in München, an dem er 1876 – unter anderem mit Rudolf von Hößlin, Karl Schlösser, Gustav von Schoch und Carl Seitz – die Abiturprüfung bestand. Von 1876 bis 1880 studierte er Germanistik in München und Berlin und promovierte 1881 in Straßburg zum Dr. phil. mit dem Thema „Das Hrabanische Glossar und die ältesten Bayrischen Sprachdenkmäler. Eine grammatische Abhandlung“. Seit dem Wintersemester 1877/78 war er Mitglied der musischen Studentenverbindung Akademischer Gesangverein München im SV. Nach weiteren Studien in Berlin war er von 1884 bis 1887 Privatdozent für germanische Philologie an der Königlichen Theologischen und Philosophischen Akademie in Münster (heute Westfälische Wilhelms-Universität) und trat als Geiger, Sänger und Rezitator auf.
Ab 1887 studierte er am Kölner Konservatorium Gesang (bei Benno Stolzenberg), Komposition (bei Gustav Jensen) und Klavier (bei Otto Klauwell). In einem seiner ersten Auftritte als Konzertsänger sang er 1888 die Tenorpartie in der 9. Sinfonie von Beethoven mit dem Kölner Gürzenich-Orchester unter Leitung seines Vaters. 1889 wurde er als Schauspieler an das Meininger Hoftheater engagiert, wo er bis 1895 als Helden- und Charakterdarsteller wirkte. 1889 verlieh ihm Georg II. den Titel „Herzoglich Meiningischer Hofschauspieler“. Ab 1889 gastierte er an den bedeutendsten deutschsprachigen Bühnen der Welt: u. a. am Deutschen Theater in Berlin, dem Wiener Burgtheater, dem Prinzregententheater in München, dem Schauspielhaus in Leipzig und dem Deutschen Theater in New York. Sein Operndebüt machte Wüllner 1896 am Weimarer Hoftheater in der Titelpartie von Richard Wagners Tannhäuser. Im Jahr 1900 verbesserte er mit dem bekannten Gesangspädagogen Georg Armin in Leipzig seine Gesangstechnik.
Wüllner war besonders als Liedersänger bekannt. Die Pianisten und Dirigenten, die ihn begleiteten, gehören zu den bedeutendsten Musikern ihrer Zeit: Johannes Brahms, Richard Strauss, Fritz Steinbach, Arthur Nikisch, Hermann Zilcher, Artur Schnabel, Max von Schillings, Felix Weingartner, Gustav Mahler und viele andere. Wüllner wurde oft als „Kammersänger des deutschen Volkes“ bezeichnet. Erfolgreiche Konzertreisen brachten ihn nach England, die Niederlande, Frankreich, Skandinavien, Russland und die USA. 1910 sang er in New York die amerikanische Erstaufführung von Gustav Mahlers Kindertotenlieder, die von Mahler selbst geleitet wurde.
Wüllner war auch ein bedeutender Sprecher und Rezitator von Gedichten, Balladen und Schauspiel-Monologen. Er nahm sich besonders der Form des Melodrams an. Eindrucksvoll war seine Interpretation des 1902 entstandenen Melodrams Das Hexenlied (Musik von Max von Schillings, Text von Ernst von Wildenbruch). Eine Tonaufnahme dieses Werkes entstand 1933 mit dem 74-jährigen Wüllner und den Berliner Philharmonikern unter der Leitung des Komponisten nur wenige Tage vor Schillings Tod. Es existieren etliche Tonaufnahmen von Wüllners Sprechstimme, die einen guten Eindruck seines exzentrischen und faszinierenden Sprechstils geben. Wüllner wurde auf dem Parkfriedhof Lichterfelde in Berlin-Steglitz (Ehren- und Familiengrab, im Walde 227) beigesetzt. Sein Grab war von 1956 bis 2014 ein Ehrengrab der Stadt Berlin.

## Rollen (Auswahl)

### Schauspiel
- Wallenstein (Friedrich von Schiller)
- Wrangel in Wallenstein (Friedrich von Schiller)
- Shylock in Der Kaufmann von Venedig (William Shakespeare)
- Hamlet (William Shakespeare)
- Brutus in Julius Caesar (William Shakespeare)
- Teuthold in Die Hermannsschlacht (Heinrich von Kleist)
- Talbot in Die Jungfrau von Orléans (Friedrich von Schiller)
- Lélio (Hector Berlioz)
- Manfred (Lord Byron und Robert Schumann)
- Othello (William Shakespeare)
- Nathan in Nathan der Weise (Gotthold Ephraim Lessing)
- Lear in König Lear (William Shakespeare)
- König Oedipus in Oedipus auf Kolonos (Sophokles)
- Faust (Johann Wolfgang von Goethe)
- Tartuffe (Molière)
- König Philipp II in Don Carlos (Friedrich von Schiller)
- Tetrarch in Salome (Oscar Wilde)
- Prospero in Sturm (William Shakespeare)
- Marcus Antonius in Julius Caesar (William Shakespeare)
- Mephisto in Faust (Johann Wolfgang von Goethe)
- Egmont (Johann Wolfgang von Goethe)

### Oper
- Tannhäuser in Tannhäuser und der Sängerkrieg auf der Wartburg (Richard Wagner)
- Siegmund in Die Walküre (Richard Wagner)

## Tonaufnahmen
- Max von Schillings „Das Hexenlied“ & Rezitationen: Ludwig Wüllner „Deutschlands größter Barde“. Ludwig Wüllner (Sprecher), Max von Schillings (Komponist, Dirigent), Berliner Philharmoniker. Compact Disc, Bayer Records 200 049. 1999.
- Schillings: Das Hexenlied und andere Kompositionen. Max von Schillings (Komponist, Dirigent), Berliner Philharmoniker, Staatskapelle Berlin, Ludwig Wüllner (Sprecher), Barbara Kemp (Sopran), Josef Mann (Tenor). Compact Disc, Preiser 90294. 2001.